# Año litúrgico

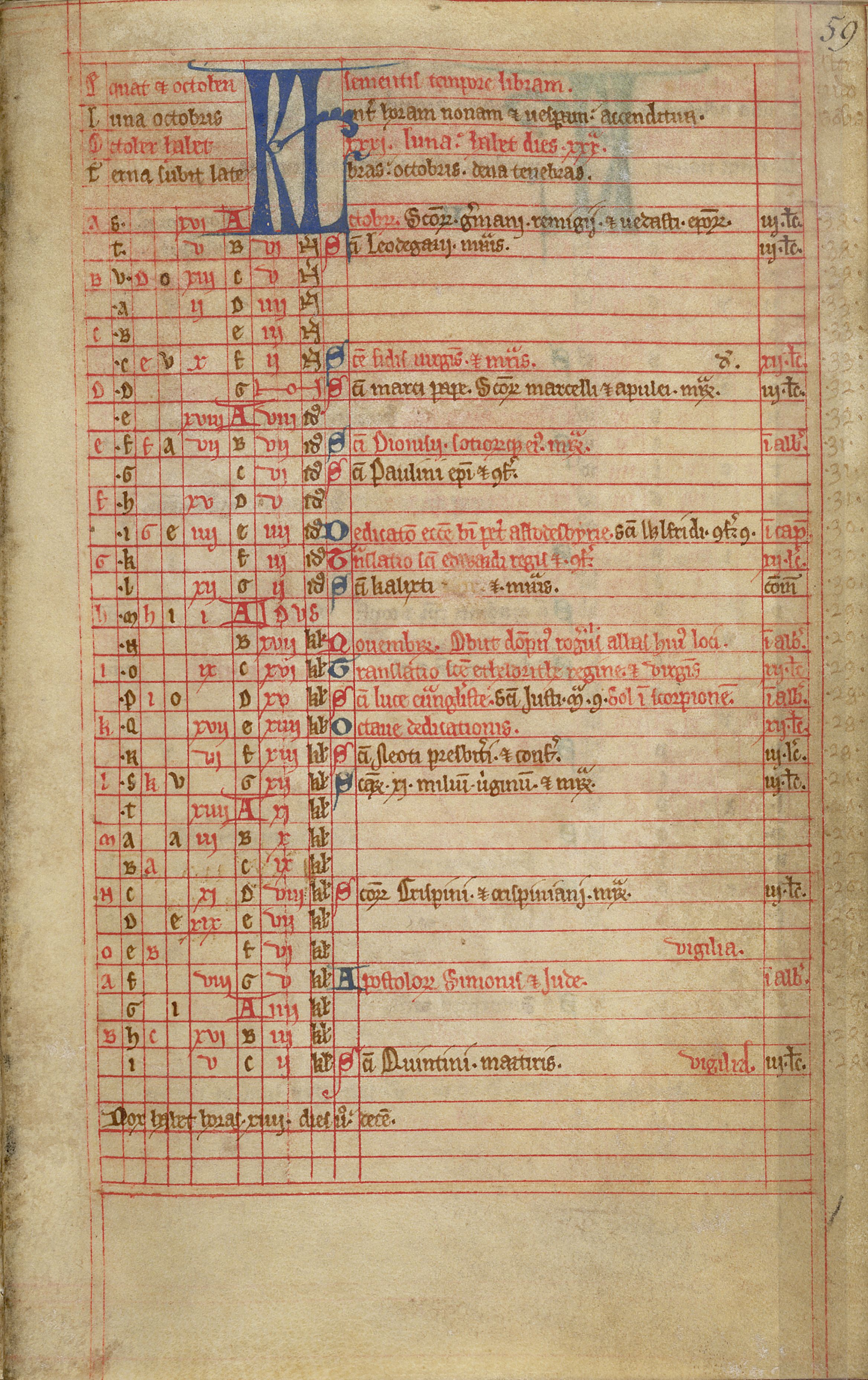
Manuscrito que contiene el calendario litúrgico correspondiente al mes de octubre para la abadía de Abbotsbury. El manuscrito proviene de la colección de la célebre Biblioteca Cotton, y hoy forma parte de la Biblioteca Británica.

Año litúrgico, también denominado ciclo litúrgico, año cristiano o año del Señor, es el nombre que recibe la organización de los diversos tiempos y solemnidades durante el año en las Iglesias cristianas, como forma de celebrar la historia de la Salvación.
Enmarcados en el año litúrgico, se celebran distintos tiempos litúrgicos con los cuales se relacionan los pasajes de las Sagradas Escrituras que se proclaman en los actos de culto, las diferentes oraciones que se rezan, así como los colores litúrgicos utilizados en la vestimenta del celebrante. Si bien las fechas de las celebraciones varían un poco entre las diferentes Iglesias cristianas, la secuencia y lógica utilizada para su planificación son en esencia las mismas. Tanto en Oriente como en Occidente, las fechas de muchas celebraciones varían de año en año, por lo general en línea con la modificación de la fecha de la Pascua (asociada en el cristianismo con la resurrección de Jesús y considerada la celebración central de la cristiandad) a la cual se asocia buena parte de las celebraciones móviles. En el concilio de Nicea I (325), todas las Iglesias acordaron la celebración de la Pascua cristiana el domingo siguiente al plenilunio (14 de Nisán) después del equinoccio de primavera. La reforma del calendario de Occidente por parte del papa Gregorio XIII (1582), con la introducción del calendario gregoriano en reemplazo del calendario juliano, produjo un desfase de varios días en la celebración de la Pascua respecto del calendario litúrgico oriental. En el presente, las Iglesias de Occidente y de Oriente buscan un nuevo acuerdo que posibilite unificar la celebración de la Pascua y conduzca progresivamente hacia la constitución de un calendario litúrgico común.
Otra diferencia entre los calendarios litúrgicos radica en el grado de participación que se otorga a las festividades asociadas a los santos. Las Iglesias católica, ortodoxa y anglicana presentan calendarios litúrgicos con una participación importante de celebraciones en honor de la Virgen María y de otros santos, lo que no se verifica en igual medida en los calendarios de las Iglesias protestantes.

## En el Rito romano
El rito romano, que es el mayoritario en la Iglesia católica, denomina Año litúrgico al período cíclico anual durante el cual celebra la historia de la salvación hecha por Cristo y al que se distribuye en festividades y ciclos: Adviento, Navidad, Cuaresma, Pascua y Tiempo Ordinario. No se tratan de fechas exactas, sino simplemente de una sacralización del curso anual de las estaciones del año y una composición cíclica para que en un periodo de tiempo pueda englobarse dicha historia de salvación.

### Tiempo de Adviento
Es un período aproximado de cuatro semanas y media antes de la Navidad, en el que los cristianos se preparan para celebrar la venida de Jesús. “Adviento” significa venida o llegada. Se celebra con una mirada puesta en la triple venida de Jesús, según indicaba San Bernardo: "Jesús vino" (nacido de la Virgen María), "viene" (hoy, en los signos de los tiempos) y "vendrá" (con gloria, al final de la historia).
El Adviento, más conocido como año de Adviento, es un tiempo de alegre espera: la espera de la llegada del Señor. Por eso los cristianos escuchan en los textos y cantos palabras alusivas a la venida del Señor, en especial las profecías de Isaías.
Las grandes figuras que la liturgia presenta en este período son el profeta Isaías, San Juan Bautista y la Virgen María.
Las fechas del Adviento se fijan en torno a las fechas que prepara, esto es, de la Navidad. Siempre cuenta con cuatro domingos, aunque las semanas no sean completas. Empieza el domingo cuarto anterior a la Navidad, que suele rondar desde el 27 de noviembre al 3 de diciembre. Solamente si Navidad (25 de diciembre) es domingo, contará con las cuatro semanas completas, pues siempre se cuentan los domingos anteriores a esta festividad.
Durante el tiempo de Adviento los sacerdotes utilizan vestiduras de color morado, como color de penitencia, mostrando así que este tiempo es de preparación a la fiesta de la Navidad, como también se hace en Cuaresma sobre la Pascua. Además, durante este tiempo no se dice ni se canta el Gloria, ni se adorna el templo con flores, como en los demás días de penitencia, aunque sí se conserva el canto del Aleluya antes de la proclamación del Evangelio, omisión propia únicamente de la Cuaresma.
Sin embargo, llegados a la mitad del tiempo, en el tercer domingo, llamado antiguamente y aun nombrado “Gaudete”, que significa "Gozad" (nombre tomado de la versión latina de la antífona de entrada propia de este día, Cf. Flp. 4, 4-5, "Estad alegres en el señor; os lo repito, estad alegres. Que vuestra mesura la conozca todo el mundo. El Señor está cerca"), se puede suavizar el color morado de las vestiduras con toques de blanco, utilizándose en este día vestiduras de color rosa, si bien no es obligatorio, indicando así la alegría al acercarse ya la festividad del nacimiento del Señor. También se puede adornar la iglesia con algunas flores.
Dentro de este tiempo, con propiedad considerado muy vinculado a la Virgen María, se celebra la solemnidad de la Inmaculada Concepción, patrona de España, de la Infantería del Ejército español y de algunos países de América, y en México, la solemnidad de su patrona, Nuestra Señora de Guadalupe. Durante las solemnidades se omite la supresión del Gloria y de los adornos florales.

### Tiempo de Navidad
Pasadas las cuatro semanas de Adviento, la Iglesia católica celebra el Tiempo de Navidad, a partir de esta solemnidad, el 25 de diciembre. Este tiempo se extiende desde las I Vísperas de la Natividad de Nuestro Señor Jesucristo, al atardecer del día 24, hasta las II Vísperas de la Solemnidad del Bautismo del Señor, el domingo después de la Epifanía (6 de enero), oscilando entre el 9 de enero y el 13 de enero, si epifanía oscila entre el 7 y el 8 de enero, el Bautismo de Jesús se celebra el lunes siguiente a esta solemnidad oscilando entre el 8 y el 9 de enero.
Durante estos días, la Iglesia conmemora la venida en carne mortal de Cristo a la tierra. Este es uno de los aspectos fundamentales, porque también es la actualización de la venida del Emmanuel, del Dios con nosotros, Dios que sigue actuante en cada uno de nosotros.
Como tiempo de alegría, se emplean vestiduras blancas.
La Navidad es una fiesta de gran importancia. Por su trascendencia, comunica la manifestación de Dios, hecho hombre: a San José y la Virgen, a los pastores de Belén, a los Reyes Magos y al mundo entero. Así, durante este tiempo, se celebran algunas fiestas que se entremezclan entre la celebración, cosa impensable en Cuaresma o Pascua, como San Esteban (26 de diciembre), San Juan Evangelista (27 de diciembre), Santos Inocentes (28 de diciembre) o la Sagrada Familia (el domingo dentro de la octava de la Navidad, o el 30 de diciembre si Navidad cayó en domingo).
La Iglesia católica continua conmemorando el nacimiento de Cristo y su manifestación a las naciones (Epifanía) hasta el domingo siguiente, oscilando entre el 9 de enero y el 13 de enero, si epifanía oscila entre 7 y el 8 de enero en que celebra  la epifanía, la fiesta de su Bautismo y comienzo de la vida pública se celebra el lunes siguiente a la Solemnidad de la Epifanía, oscilando entre el 8 y el 9 de enero.
Tras el tiempo de Navidad, sigue un periodo de Tiempo Ordinario.

### Tiempo de Cuaresma
La Cuaresma es un tiempo litúrgico de preparación para la Pascua. Comienza el miércoles de ceniza y se prolonga hasta la llamada Misa de la Cena del Señor exclusivamente, es decir, hasta el inicio del triduo pascual en la tarde del Jueves Santo.
La Cuaresma recuerda a cada cristiano su situación de pecado y la necesidad de convertirse. Están invitados a practicar especialmente las limosnas, la oración y el ayuno. Se trata de un tiempo de conversión. Simbólicamente también recuerda los cuarenta días que Jesús vivió en el desierto y su lucha contra las tentaciones.
La Cuaresma incluye seis domingos, incluyendo el Domingo de Ramos y es un período de liturgia penitencial: se utiliza ornamentos morados, a excepción del Domingo de Ramos que es el rojo y las solemnidades más importantes que es el blanco, no se canta el Gloria ni tampoco el Aleluya, tampoco se adorna el templo con flores y el órgano y demás instrumentos callan, a no ser que sean para sostener básicamente el canto. Únicamente se exceptúa el cuarto domingo, tradicionalmente llamado "Laetare" en el que se puede cambiar de color al rosa (opcional, por la proximidad de la Pascua, mezcla entre el morado y el blanco), se pueden poner algunas flores y usar instrumentos, pero sigue callado el Gloria y por supuesto el Aleluya. También en las solemnidades y fiestas que coincidan -habitualmente son dos importantes: San José y la Encarnación del Señor- pueden quitarse estos signos penitenciales, empleando vestiduras blancas debido a la solemnidad de estas celebraciones, aunque nunca usar el Aleluya, que callará hasta la noche de Pascua.

#### Semana Santa
Estos días se celebran la Pasión, Muerte y Resurrección de Jesús. Es la celebración más importante del año litúrgico. Comienza con el Domingo de Ramos y finaliza con el Domingo de Pascua o Resurrección.

#### Domingo de Ramos de la Pasión del Señor
El Domingo de Ramos, último domingo de Cuaresma y que abre la Semana Santa, llamado "de la Pasión del Señor", conmemora la Pasión de Cristo, usándose el color rojo debido a que se celebra la Pasión del Señor y leyendo los textos de la misma. Previamente se celebra la bendición de ramos, donde son bendecidos las palmas y ramos de olivo, que porta la gente en procesión rememorando la entrada triunfal de Jesús en Jerusalén. Una vez concluida la procesión, comienza la misa de Pasión. En la misma se lee el Evangelio de la Pasión del Señor, lo cual a veces corre a cargo de tres personas: los textos en los que habla Jesús corresponderían al sacerdote, otro lee como cronista, y los demás personajes por otro lector. Es tradicional que las palmas se ricen y se adornen para la procesión. La celebración del Domingo de Ramos comienza con la bendición de ramos, continúa con la procesión y culmina con la misa de Pasión, siendo una celebración de gloria y de pasión al mismo tiempo.  Este día tiene dos perspectivas que se unen en una sola, el Triunfo de Cristo. Por un lado, la entrada triunfal en Jerusalén donde es aclamado como rey. Por otro, al derramar su sangre y morir en la cruz triunfó sobre el pecado. Por lo tanto, este es el significado del Domingo de Ramos.

#### Primeros días de Semana Santa
Los primeros días de la llamada "Semana Santa" siguen siendo tiempo de Cuaresma, por tanto, tanto el lunes, martes y miércoles santo se usa el color morado. Son los días "menores" dentro de la Semana Santa pero aun así son muy importantes. En la mañana del Jueves Santo se celebra la misa crismal, en la que el obispo de la diócesis consagra los santos óleos: el óleo de los enfermos, el santo crisma y el óleo de los catecúmenos. Aunque suele celebrarse el Jueves Santo por la mañana, las características funcionales de esta celebración permiten que sea trasladada a otros días del final de la Cuaresma. Toda la mañana de Jueves Santo sigue siendo tiempo de Cuaresma, como se transluce de los textos de la Liturgia de las Horas, que se recomienda encarecidamente celebrar con los fieles, en público. La Cuaresma finaliza en la tarde del Jueves Santo en torno a las tres, antes de la celebración de la misa vespertina de la cena del Señor.

### Tiempo de Pascua
El tiempo de Pascua es el que conmemora la Resurrección del Señor: su paso de la muerte a la vida (de ahí proviene la palabra Pascua, que significa "pasar"). Comienza estrictamente con la fiesta de la Pascua de Resurrección, si bien se considera que ya el triduo Pascual, como celebración de este paso, forma ya parte de este tiempo, aunque algunos liturgistas discrepen al respecto.

##### Jueves Santo de la Cena del Señor
El Jueves Santo, se celebra la misa vespertina de la cena del Señor, en la que Jesús instituyó la Eucaristía, el orden sacerdotal y el mandamiento del amor. No es la celebración ni mucho menos principal de estos días, sino la Introducción al Triduo Pascual, la introducción de lo que va a comenzar a partir de esa misma tarde de Jueves Santo, pero tradicionalmente se celebra con una gran solemnidad. Se vuelve a cantar Gloria, pero no el Aleluya. La iglesia no se debe adornar con muchas flores, y los cantos van enfocados a la institución de la Eucaristía. 

##### Viernes Santo de la Pasión y Muerte del Señor
El Viernes Santo se recuerda la muerte de Jesús en la cruz para salvar a la humanidad. La liturgia de este día es de una sobriedad muy elocuente. Es el día de la Pasión y Muerte del Señor y no se celebra la Eucaristía. Se vuelve a usar el rojo en representación de la pasión y muerte de Jesús, color que ya se había usado en la celebración del Domingo de Ramos, y que en este día vuelve a ser característico, empleándose vestiduras rojas.

##### Sábado Santo de la Sepultura del Señor
El Sábado Santo es un día de silencio y de oración. Está prohibido, como el día anterior, celebrar la Eucaristía. En este día se suelen organizar retiros para profundizar el misterio pascual. Es conveniente celebrar en común la Liturgia de las Horas, u otras celebraciones en torno al sepulcro del Señor, a su cruz o a los dolores de la Virgen, pero cabe recordar que no hay misa alguna este día.

##### Domingo de Pascua de la Resurrección del Señor
Terminado el sábado, la Iglesia celebra la Resurrección del Señor con una vigilia nocturna, la llamada Vigilia pascual, considerada como la "madre de todas las Vigilias" por San Agustín. Se celebra en la madrugada del Domingo de Resurrección (y no en la noche ni en la tarde del sábado).

#### Días del tiempo de Pascua
El tiempo pascual o de Pascua se extenderá a lo largo de siete semanas (50 días). 
Los cincuenta días después de Pascua se prolongan como un solo día de fiesta, como un solo gran domingo. Durante todo este tiempo la Iglesia canta la alegría de Cristo Resucitado. Las celebraciones son como un eco de lo que fue la noche de Pascua: se usan vestiduras blancas, no se deja de cantar el Aleluya, se vuelve a usar el Gloria, durante la octava de Pascua -sus primeros ocho días- cada día, y después, cada domingo. Se adornan los templos con muchas flores, más que nunca, y se usa música y canto.

### Tiempo ordinario o durante el año
El llamado «tiempo ordinario» o «tiempo durante el año» integra aquellos días en los que no se celebran acontecimientos centrales de la vida de Cristo. Ocupa la mayor parte del año, si bien en dos periodos separados entre sí. El primero inicia tras el tiempo de Navidad y termina antes del Miércoles de Ceniza; el segundo comienza después del tiempo de Pascua y llega hasta el sábado antes del primer domingo de Adviento. Abarca 33 o 34 semanas, según el año. Durante este tiempo se usan vestiduras de color verde, menos en las celebraciones (memorias, fiestas, solemnidades) que exigen otros colores.
En esas semanas, la Iglesia de Roma medita el Evangelio de Cristo, su predicación y ministerio previo a su Pasión. Durante los domingos, se leen, en un ciclo trienal, los Evangelios sinópticos: se sigue el Evangelio de Mateo en el ciclo A, el Evangelio de Marcos para el ciclo B, y el Evangelio de Lucas en el ciclo C. El Evangelio de Juan se suele reservar mayormente para los demás tiempos litúrgicos, en particular el Tiempo de Pascua. Sin embargo, existen excepciones: algunos pasajes de los capítulos 1 y 2 del Evangelio de Juan se usan en el segundo domingo durante el año, y el capítulo 6 se incluye en el tiempo ordinario del ciclo B (domingos decimoséptimo al vigesimoprimero durante el año inclusive). En las misas entre semana (de lunes a sábado), a lo largo del año se sigue una lectura bastante completa de los tres evangelios sinópticos, empezando por el de Marcos, luego el de Mateo y terminando con el de Lucas.
En este tiempo hay espacio para otras fiestas y solemnidades del Señor y de los Santos: en primer lugar, algunas fijas como son la fiesta de la Santísima Trinidad, el domingo después de Pentecostés; la fiesta de Corpus Christi, tradicionalmente el jueves siguiente a la Trinidad, pero en la mayoría de los casos, trasladada al domingo; y la fiesta del Sagrado Corazón de Jesús, que se celebra el viernes después de la antigua octava de Corpus, por tanto, la semana después de esta fiesta.
Otras fiestas se desarrollan en el tiempo ordinario, como la de San Juan Bautista, Santiago Apóstol o la Asunción de la Virgen, entre otras. En este tiempo, tienen mayor preferencia estas celebraciones sobre incluso los domingos, puesto que no se celebra en concreto ningún acontecimiento singular de la historia de Salvación, si bien, cada domingo sigue conmemorándose, desde tiempos apostólicos, la resurrección de Cristo.
El año litúrgico finaliza con la celebración de la solemnidad de Cristo Rey, con un sentido claramente escatológico, es decir, con la esperanza en la vida eterna.

### Celebraciones de los santos durante el tiempo Ordinario
En las celebraciones litúrgicas a lo largo del año, durante la celebración del año litúrgico se celebra también la conmemoración de los santos tal como se recogen en el calendario litúrgico. Cuando en un día coincide una celebración propia del año litúrgico o la conmemoración de un santo se celebra la que tiene precedencia según se establece en las Normas universales sobre el año litúrgico y sobre el calendario.
Durante las celebraciones de los santos, se usan vestiduras de color blanco para las fiestas de Santa María, las fiestas de Cristo que no tengan un enfoque hacia la Pasión y la de los demás santos que hayan muerto de forma natural o celebraciones no martiriales. Se usan vestiduras de color rojo para las fiestas referidas a la Pasión de Cristo (por ejemplo, la festividad de la Santa Cruz), y a las fiestas de los santos mártires, por tanto, asesinados por su fe en Cristo, entre los que se incluyen los apóstoles y evangelistas, a excepción de San Juan, apóstol y evangelista, que no murió martirizado. Conviene señalar que, si existe más de una fiesta de algún santo, solo se celebra de rojo la conmemoración de su martirio (San Juan Bautista, San Pablo, etc.)
Existe una tabla que rige el orden de preferencia de celebración en caso de coincidencia de alguna fiesta que se debe seguir en caso de duda.

## En otros ritos litúrgicos
Si bien la mayoría de confesiones cristianas siguen este mismo esquema, algunas de ellas divergen en la elección de fechas o en la duración de los tiempos, que tampoco han sido fijos en la historia de la Iglesia. Los ortodoxos, por ejemplo, marcan los tiempos en torno a las llamadas Doce fiestas, y usan en muchos casos el calendario juliano, aunque existen variantes según las diversas confesiones.